# 霍羅迪謝 (切爾卡瑟州)

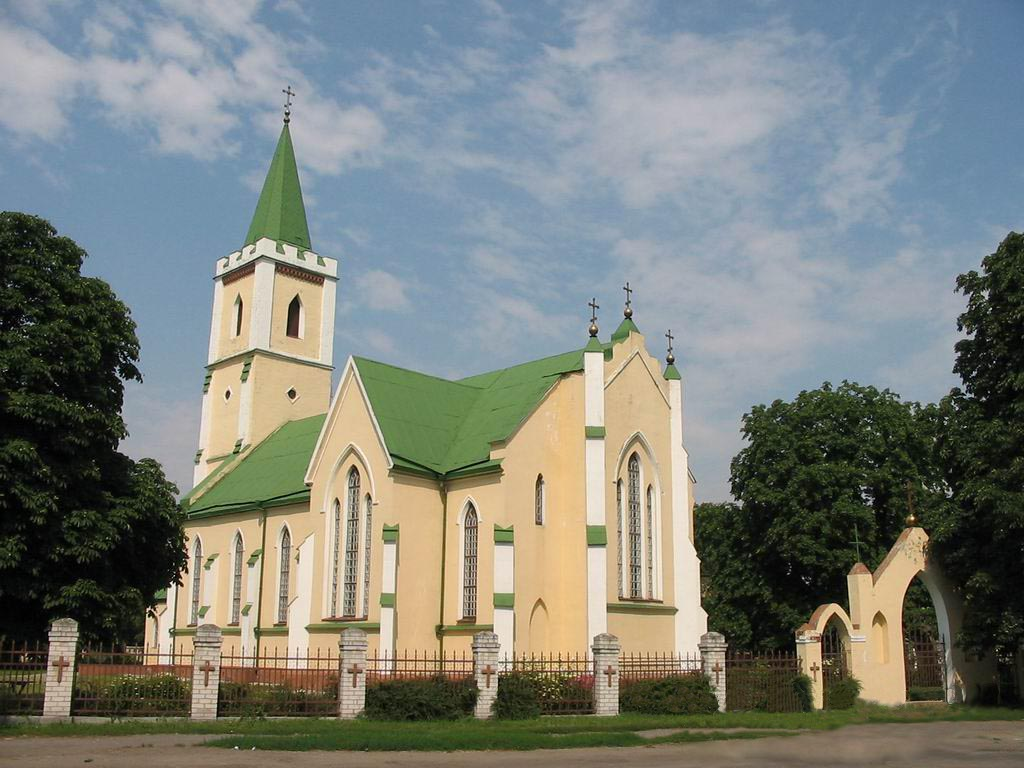
教堂

霍羅迪謝（羅馬化：Horodyshche），亦译为戈罗季谢，是烏克蘭中部切爾卡瑟州切爾卡瑟區霍罗迪谢市镇内的城市及该市镇的行政中心。距離州府切爾卡瑟62公里，始建於1050年，面積21.69平方公里，海拔高度124米，2011年人口14,480。

## 外部連結
- （乌克兰語） Icтopia мicт i ciл Укpaїнcькoї CCP - Черкаськa область (History of Towns and Villages of the Ukrainian SSR - Cherkasy Oblast). Kiev, 1972
- （乌克兰語） site of the Horodyshchensky Raion
- （乌克兰語） site of the Horodyshche

49°17′33″N 31°27′29″E / 49.29250°N 31.45806°E